# Silnice II/114
Silnice II/114 je silnice II. třídy spojující Cerhovice, Hořovice, Hostomice, Dobříš, Nový Knín, Neveklov a Benešov. Celková délka silnice je 66,482 km

## Vedení silnice

### Okres Beroun
- křížení s II/605, nadjezd nad D5
- Záluží, křížení s III/1141
- křížení s III/1142
- Hořovice
  - křížení s III/1143 a III/1144
  - křížení s III/1145 a III/1146
  - křížení a peáž s II/117
  - křížení s III/1148 a III/1149
- křížení s III/11410
- Lochovice, křížení s III/1175 a III/03013 a peáž s II/118
- křížení s III/11411 a III/11412
- Radouš, křížení s III/03013
- Bezdědice
- Hostomice křížení s II/115
- křížení s III/11416
- křížení s III/11549

### Okres Příbram
- přejezd Hřebenů pod kopcem Hradec
- Trnová
- Dobříš
  - Jako ulice Čsl. armády - křížení s III/11417 a II/119
  - Mírové náměstí a Pražská ulice - křížení s III/11423
  - Pražská ulice - křížení s III/11628
- křížení s III/11423, podjezd pod D4
- Stará Huť, Novoknínská ulice
- Mokrovraty, odbočka na Pouště
- Nový Knín, křížení s III/10222 a II/116
- Sudovice, křížení s III/10221
- křížení a peáž s II/102

přerušení
- Chotilsko, křížení s II/102, III/10218 a III/11426
- Lipí, křížení s III/11427
- Křeničná, křížení s III/11429 a III/11430

### Okres Benešov
- Nebřich
- Blažim
- Bělice, křížení s III/11431
- Nouze
- Stranný, křížení s III/11432
- Břevnice
- Neveklov, křížení a peáž s II/105
  - křížení s III/11434, III/11453 a III/11438
- křížení s III/11454
- Tisem, křížení s III/11455
- křížení s III/11456
- křížení s III/11457
- Semovice, křížení s III/11458
- Jírovice, křížení s I/3

## Související silnice III. třídy
- III/1141 Záluží, křížení s III/1143 - III/11711
- III/1142 odbočka na Tlustice, křížení s III/1145 - II/605 a II/117 u MÚK Žebrák - Sedlec, křížení s III/1177 - Praskolesy, křížení s III/11710
- III/1143 Záluží - Hořovice
- III/1144 spojka v Hořovicích
- III/1145 Hořovice - Tlustice
- III/1146 spojka v Hořovicích
- III/1147 III/1148 - Hvozdec
- III/1148 Hořovice - III/1148 - Podluhy, křížení s III/1148a
- III/1148a Podluhy - III/1149
- III/1149 Hořovice - III/1148a - Felbabka, křížení s III/1149a a III/11410 - Rejkovice, křížení s II/118
- III/1149a Felbabka - Křešín
- III/11410 Kotopeky, křížení s III/11710 - Tihava - II/114 - Rpety - Felbabka
- III/11411 spojka na II/118, kříží se s III/11550 - Libomyšl
- III/11412 odbočka na Neumětely, křížení s III/11550 a III/11413 - Lážovice, křížení s III/11414 a III/11549 - Nové Dvory, křížení s III/11548 a III/11538 - Vižina, křížení s II/115
- III/11413 Neumětely - III/11414 - III/11415 - Bykoš, křížení s III/11537 - křížení s III/11528 a III/11531 - Koněpruské jeskyně, křížení s III/11524
- III/11414 III/11413 - Lážovice
- III/11415 Libomyšl - Želkovice - Bykoš
- III/11416 Hostomice, křížení s II/115 - Lštěň - 'II/114
- III/11417 Dobříš, křížení s II/114 a II/119 - Sychrov - Rosovice, křížení s III/11418 - Kotenčice, křížení s III/11420 a III/11421 - Suchodol - Občov - křížení s III/11553 - křížení s I/18 - Příbram, křížení s II/118
- III/11418 Obořiště, křížení s III/00412 - nadjezd nad D4 - Rosovice - křížení s III/11419 - Pičín, křížení s III/11553
- III/11419 odbočka na Bukovou u Pb., křížení s III/11553
- III/11420 Kotenčice - Pičín, křížení s III/11553
- III/11421 odbočka na Dlouhou Lhotu, vede přes letiště, končí na III/00412
- III/11423 spojka mezi Dobříšem a Starou Hutí
- III/11426 Chotilsko - Čím, křížení s III/10217 a III/11429
- III/11427 Lipí - III/11428 - III/11430 - Živohošť
- III/11428 odbočka z III/11427 na Hněvšín
- III/11429 Čím - Křeničná
- III/11430 Křeničná - III/11427
- III/11431 Bělčice - Kelce - III/10515 a III/1063
- III/11432 Stranný - Lhotka - III/10519 - III/11433 - Nová Živohošť
- III/11433 odbočka na Nahoruby
- III/11434 Neveklov - III/11435 - III/11454 - III/11455 - III/11436 - Vatěkov - III/10614
- III/11435 odbočka na Chvojínek
- III/11436 odbočka na Černíkovice
- III/11437 Neveklov, křížení s III/11438 - III/11439 - Dlouhá Lhota, křížení s III/11451 a III/11452 - III/11436 - Nesvačily, křížení s III/11439 a III/11460 - I/3, křížení s II/111
- III/11438 Neveklov - III/11837 - Zárybnice, křížení s III/11447 - III/11446 - III/10617 - Sedlečko, křížení s III/11444 - Klimětice, křížení s III/11443 - Štětkovice, křížení s III/14441 a III/11442 - Kosova Hora, křížení s III/11440, III/12138 a III/10522
- III/11440 Kosova Hora - I/18
- III/11441 Štětkovice - Luhy - Prosenická Lhota - III/11443
- III/11442 Štětkovice - Sedlečko - I/18, kříženíé s III/12145
- III/11443 Klimětice - Suchdol - III/11441
- III/11444 Sedlečko - III/11445 - Strnadice - Maršovice, křížení s III/11447
- III/11445 III/11444 - Šebáňovice - Mrvice - Vrchotovy Janovice, křížení s III/00331
- III/11446 odbočka z III/11438 na Řehovice
- III/11447 III/11438 - Mstětice - III/11447a - Maršovice, křížení s III/11451 a III/11444 - III/11449 - III/00331 - Božkovice - Olbramovice, křížení s III/11448 - I/3
- III/11447a odbočka na Zderadice
- III/11448 Olbramovice - I/18
- III/11449 odbočka na Zálesí 1.díl
- III/11450 odbočka z III/11437 na Zaječí
- III/11451 Maršovice - Libeč - III/11437
- III/11452 odbočka z III/11437 na Mlýny
- III/11453 Neveklov - Dubovka
- III/11454 spojka mezi 'II/114 a III/11434 přes Neštětice
- III/11455 spojka mezi 'II/114 a III/11434 přes Tisem a Přibyšice
- III/11456 spojka mezi 'II/114 a III/11434 přes Tvoršovice
- III/11457 spojka mezi 'II/114 a I/3 přes Jarkovice a Konopiště
- III/11458 spojka mezi 'II/114 (Semovice) a I/3, křížení s III/11459
- III/11459 Nesvačily - I/3, křížení s III/11458
- III/11460 Nesvačily, křížení s III/11437 - III/00331